# Ружа и тиса
Ружа и тисa је роман књижевнице Агате Кристи. Књигу је пробитно објавио William Heinemann Ltd  у Уједињеном Краљевству у новембру 1948. У САД, књигу су издали Farrar & Rinehart, касније исте године. Књига је четврти од шест романа Кристи објављених под псеудонимом Мери Вестмакот.
Наслов романа је преузет из дела Т. С. Елиота.

## Резиме радње
Хју Норис, осакаћен у саобраћајној несрећи, са кауча посматра како се Џон Габријел кандидује за члана парламент у  градићу Сент Лу, Корнвол. Чини се да Хјуово стање инвалида подстиче његове госте да открију своје тајне и емоције. Хјуа је збунио Габријел, ружни мали човек који је, ипак, привлачан женама. Заинтригира га и Изабела, прелепа млада жена из замка који се налази у близини. Дакле, Хју и већина Сент Луа су шокирани када, убрзо након што Габријел победи на изборима, он и Изабела заједно побегну, а Габријел поднесе оставку на место посланика локалног парламента.
Роман истражује љубав, бригу за друге, искупљење и готичку трагедију једне жене и мушкараца који је воле.

## Књижевни значај и рецепција
Рецензија објављена у The Times Literary Supplement од 6. новембра 1948, коју је написао сер Џулијан Хенри Хол у закључку наводи: „Госпођица Вестмакот пише јасно и увек је луцидна. Образац књиге је у једном тренутку превише нејасан – у каснијим фазама херојеве каријере – али много материјала је вешто упаковано на нешто више од 200 страница.“

## Историја публикације
- 1948. William Heinemann Ltd (Лондон), новембар 1948, тврдi повез, 224 стр.
- 1948. Farrar &amp; Rinehart (Њујорк), 1948, тврди повез, 249 стр.
- 1964. Dell Books, меки повез, 189 стр.
- 1971. Arbor House, тврдi повез, 249 стр.
- 1974. Fontana Books (Imprint - HarperCollins), мек повез, 192 стр.
- 1978. Ulverscroft Large-print издање, тврд повез, 358 стр.  0-7089-0180-8